# 上田美恵
上田 美恵（うえだ みえ、1963年12月16日 - ）は、日本の元女優。神奈川県横浜市出身。本名同じ。

## 経歴・人物
姉が居る。15歳の時に東京新社の養成所に入所。1979年、『あさひが丘の大統領』（日本テレビ）に出演してデビュー。雙葉高等学校に在学していたが、芸能界デビューに伴い東京都立代々木高等学校に転校して卒業、共立女子短期大学卒業。
高校2年生の時、テレビドラマ『生徒諸君!』のヒロインに19,000人近くの応募者の中からオーディションによって選ばれ、主役を演じた。その後は、学園ドラマなどに出演する。
1980年代後半頃まで活動。その後結婚して芸能界を引退している。

## 主な出演作品

### テレビドラマ
- あさひが丘の大統領（1979年 - 1980年、日本テレビ） - 森下マリ 役
- 生徒諸君!（1980年 - 1981年、テレビ朝日） - 北城尚子 役
- 気になる天使たち（1980年、フジテレビ） - 加奈子 役
- 垣根の魔女（1981年、フジテレビ）
- うちの嫁さんあっちむいてプイ!（1981年、フジテレビ）- 悦子 役
- ゴールデンワイド劇場「ピノキオの手」（1982年、テレビ朝日）
- 源さん（1983年、日本テレビ）- 石田まり 役
- なぜか、ドラキュラ（1984年、日本テレビ）
- 少女に何が起ったか（1985年、TBS） - 清水みどり 役
- 気になるあいつ（1985年、日本テレビ）
- 特捜最前線 （テレビ朝日）
  - 第460話「挑戦・この七人の中に犯人は居る!」（1986年）
  - 第461話「挑戦II・窓際警視に捧げる挽歌!」（1986年）

### その他の番組
- クイズ!知ッテレQ（フジテレビ）- レポーター[5]
- 世界・ふしぎ発見!（TBS）

### ラジオ
- ミスDJリクエストパレード（1983年7月 - 9月、文化放送）